# قطعنامه ۱۷۲۰ شورای امنیت
قطعنامه  ۱۷۲۰ شورای امنیت سازمان ملل متحد که در تاریخ ۳۱ اکتبر ۲۰۰۶ تصویب شد، سندی بین‌المللی دربارهٔ بررسی وضعیت صحرای غربی است. این قطعنامه طی نشست ۵۵۶۰ام با ۱۵ رای موافق، ۰ مخالف و ۰ ممتنع تصویب شد.